# Rilevo
Rilevo (macedónul: Рилево) település Észak-Macedóniában, a Pelagonijai körzet Dolneni járásában.

## Népesség
| Lakosok száma | 891  | 969  | 885  | 671  | 333  | 133  | 106  | 69   | 48   |
|               | 1948 | 1953 | 1961 | 1971 | 1981 | 1991 | 1994 | 2002 | 2021 |

2002-ben 69 lakosa volt, akik mindannyian macedónok.